# Marko Marinović
Marko Marinović (en serbe : Марко Мариновић), né le 15 mars 1983 à Čačak, dans la République socialiste de Serbie, est un joueur serbe de basket-ball, évoluant au poste de meneur. 

## Carrière
Marinović remporte l'EuroCoupe de basket-ball en 2010 avec le Valencia BC.
En décembre 2013, Marinović, qui joue alors au Radnički Kragujevac, égale le record du nombre de passes décisives (15) faites dans une rencontre en EuroCoupe. L'autre joueur à avoir réalisé 15 passes décisives en EuroCoupe est Travis Diener. Ce record est battu en novembre 2014 par Omar Cook qui réalise 16 passes décisives. Marinović est par ailleurs le meilleur passeur de l'EuroCoupe lors de la saison 2013-2014.
Marinović est aussi le détenteur du record de passes dans une rencontre de la Ligue adriatique avec 18 passes décisives faites lors de la saison 2013-2014.
En septembre 2014, Marinović signe un contrat d'un an avec l'Union Olimpija.